# Vouliagmeni
Vouliagmeni  este un oraș în Grecia în regiunea Attica, situat la cca 20 km sud de Atena. Are cca 6,5 mii locuitori (2001) și este una din stațiunile de elită de pe litoralul elen.